# 德占挪威时期

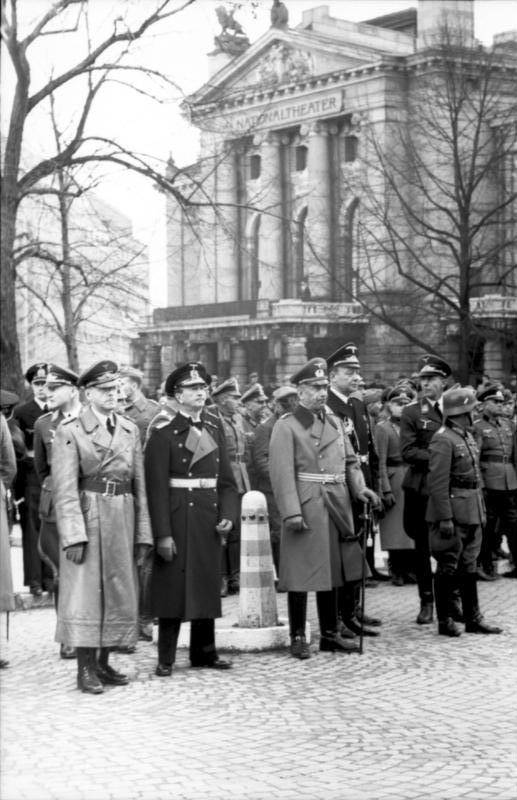
1940年德国官员在奥斯陆的国家剧院前合影

德占挪威时期（挪威語：Norge under andre verdenskrig）始于1940年4月9日纳粹德国袭击并攻占挪威之后。在傀儡時期，很多人起義，支持盟軍。在1944年，德國以為同盟國會在這裏登陸，所以建造了很多的機槍塔及其他防守設施，但是實際同盟國會登陸的地方是法國諾曼第。後來1945年，納粹德國戰敗，簽署投降協議，終結了德佔挪威時期。

## 另見
- 挪威總督轄區
- 新特隆赫姆